# Chtaura
Chtaura är en ort i Libanon.   Den ligger i guvernementet Mohafazat Béqaa, i den centrala delen av landet, 30 kilometer öster om huvudstaden Beirut. Chtaura ligger 910 meter över havet och antalet invånare är 1 370.
Terrängen runt Chtaura är varierad. Runt Chtaura är det tätbefolkat, med 331 invånare per kvadratkilometer.. Närmaste större samhälle är Zahle, 5,7 kilometer nordost om Chtaura. 
Trakten runt Chtaura består till största delen av jordbruksmark.